# José Iscano
José Iscano (en latín Iosephus Iscanus), también conocido como José de Exeter (en latín Iosephus Exoniensis) fue un poeta latino del siglo XII oriundo de Exeter (Inglaterra). Sobre 1180 marchó a estudiar a Güeldres, donde inició una larga amistad con Gerardo, quien más tarde se convertiría en abad de Florennes. Alguna de su correspondencia todavía se conserva.
Su poema más famoso es De bello troiano (‘sobre la Guerra de Troya’), en seis libros, escrito en su mayor parte antes de 1183, pero que se terminó pasado 1184. Cuando su amigo Balduino, arzobispo de Canterbury, a quien dedicó De Bello Troiano, partió a Tierra Santa en la Tercera Cruzada, convenció a José para que le acompañase. Tras la muerte de Balduino en 1190, José volvió a casa. Inmortalizó la cruzada en su poema Antiocheis, del que sólo se conservan fragmentos. Varios otros poemas, ya perdidos, le han sido atribuidos, pero no hay forma de saber si fueron realmente obra suya.